# Петровка (Перевальский район)
Петровка (укр. Петрівка) — село, относится к Перевальскому району Луганской области Украины. Находится под контролем самопровозглашённой Луганской Народной Республики.

## География
Село расположено на реке Лозовой (правый приток Лугани, бассейн Северского Донца). Ближайшие населённые пункты — Каменка (выше по течению Лозовой) и города Брянка на юго-западе, Алчевск на юге, посёлки Карпаты на юго-востоке, Лотиково на востоке, Криворожье (ниже по течению Лозовой) и Лозовский на северо-востоке, Яснодольск на северо-западе.

## Население
Население по переписи 2001 года составляло 411 человек.

## Общие сведения
Почтовый индекс — 94310. Телефонный код — 6441. Занимает площадь 3,372 км². Код КОАТУУ — 4423683301.

## Местный совет
94310, Луганская обл., Перевальский р-н, с. Петровка, ул. Ленина, 10